# Erigeron aureus
Espèce
Erigeron aureus est une espèce de plantes de la famille des Asteraceae.
Il s'agit d'une plante vivace de 8 à 15 cm, des États-Unis et du nord du Canada (État de Washington et Colombie-Britannique), qui pousse sur étendues pierreuses et éboulis acides.